# Felimare picta
Il doride dipinto (Felimare picta (Schultz in Philippi, 1836))  è un mollusco nudibranchio della famiglia Chromodorididae.

## Descrizione
Colore del corpo variabile da azzurro a viola, giallo o verde, con macchie gialle irregolari. Ha sei sottospecie diverse. Fino a 20 centimetri di lunghezza. La forma più diffusa è quella di colore azzurro-blu con macchie e linee gialle.

## Biologia
Si nutre della spugna Dysidea fragilis o di quelle del genere Ircinia.

## Distribuzione e habitat
Oceano Atlantico occidentale e orientale, Mar Mediterraneo su fondali  fino a 50 metri di profondità.